# عمارة الباروك الإسبانية

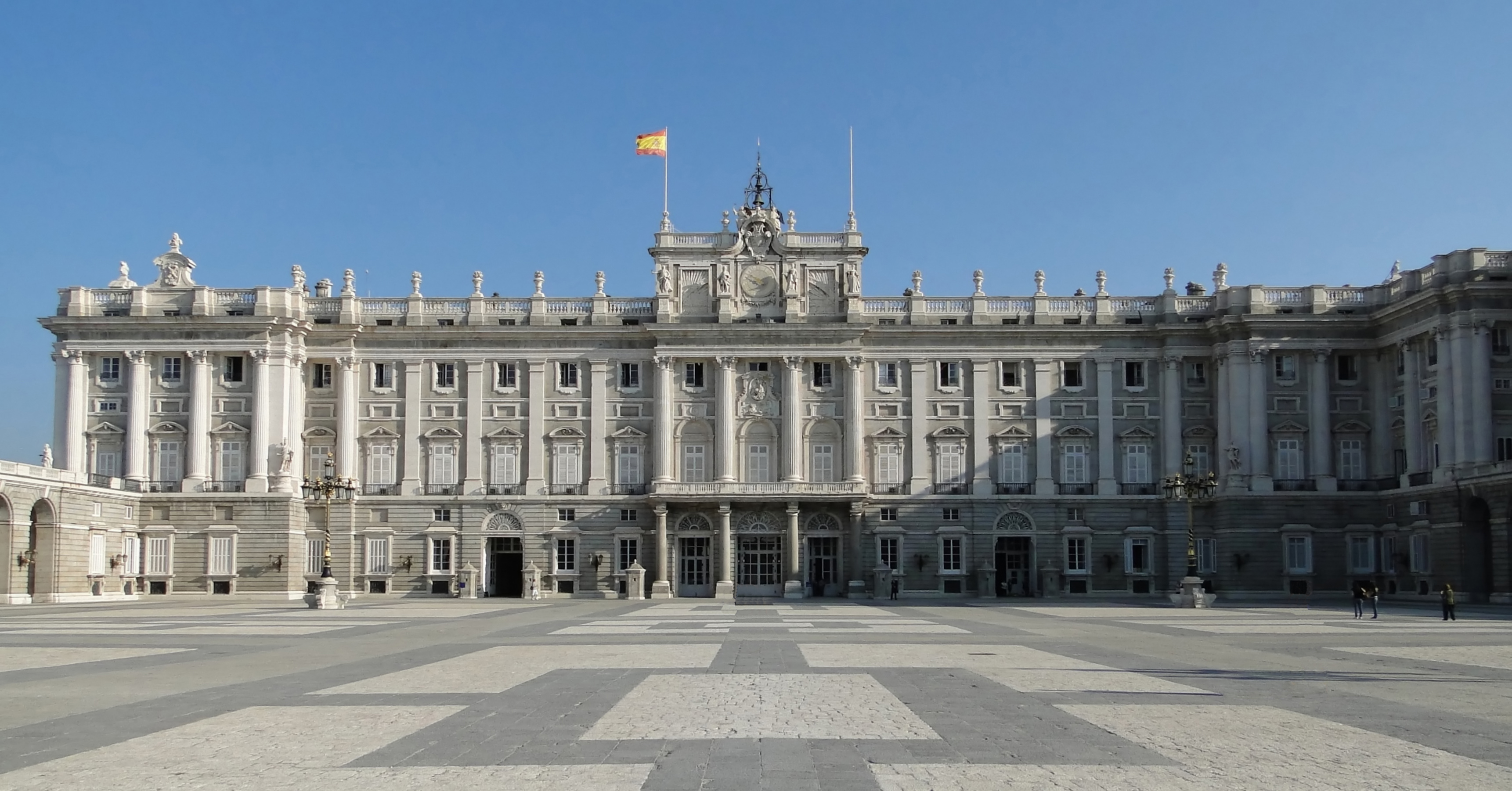
قصر مدريد الملكي (1738–1892)

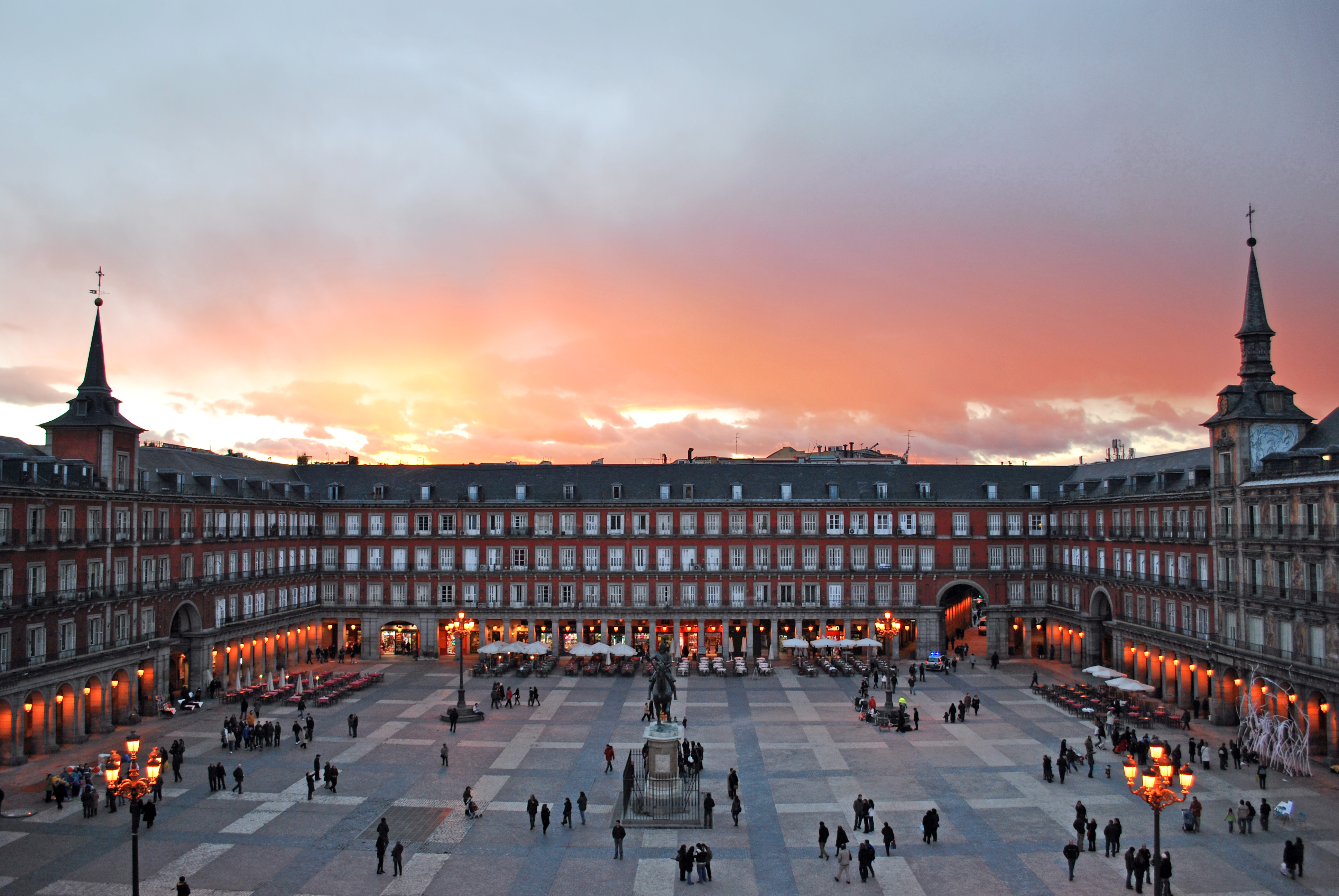
بلاثا مايور في مدريد

عمارة الباروك الإسبانية هي سلسلة من العمارة الباروكية التي نشأت في إسبانيا وأقاليمها ومستعمراتها السابقة.

## تاريخ العمارة الباروكية في إسبانيا
كما توغل تأثير الباروك الإيطالي عبر جبال البرانس، استُبدلت الشعبية تدريجيًا بالنهج الكلاسيكي المقيد الخاص بجون دي هيريرا، الذي كان رائجًا منذ نهاية القرن السادس عشر. مطلع سنة 1667، كانت واجهات كاتدرائية غرناطة (ألونسو كانو) وكاتدرائية جيان (يوفراسيو لوبيز دي روخاس) تشير إلى تمكن الفنانين من ترجمة الإطار التقليدي للعمارة الكاتدرائية الإسبانية إلى المصطلح الجمالي الباروكي.
في مدريد، تطورت الباروكية العامية من جذورها في الأسلوب الهيريري وفي بناء القرميد التقليدي في بلازا مايور وفي القصر الملكي لإل بوين ريتيرو، الذي دُمر خلال الغزو الفرنسي على يد قوات نابليون. ما زالت حدائقها كمتنزه بوين ريتيرو، وما زال القرميد الباروكي الأنيق من القرن السابع عشر موجودًا بصورة رائعة في شوارع العاصمة وفي القصور والساحات.
على عكس فن شمال أوروبا، ناشد الفن الإسباني في تلك الفترة المشاعر بدلًا من السعي لإرضاء الفكر. قامت عائلة شوريجويرا، التي كانت مختصة بتصميم مذابح الكنائس، ضد اعتدال الكلاسيكية الراكدة، وطوروا أسلوبًا معقدًا مبالغًا متقلبًا لتزيين الأسطح يُعرف بشوريجوريسك. حولوا على مدى نصف قرن مدينة سلمانكا إلى مدينة نموذجية للشوريجوريسك.
مر تطور هذا الأسلوب بثلاث مراحل:
- المرحلة الأولى (1680-1720): عممت عائلة شوريجويرا مزيج أعمدة سليمان والنظام المركب المعروف بالنظام الأعلى.
- المرحلة الثانية (1720-1760): أُنشئ عمود الشوريجوريسك على شكل مخروط أو مسلة مقلوبة، عنصرًا مركزيًا في التزيين الزخرفي.
- المرحلة الثالثة (1760-1780): شهدت انتقالًا تدريجيًا للاهتمام من الحركة الملتوية والزخرفة المفرطة إلى التوازن الكلاسيكي الجديد والاعتدال.

من أكثر الإبداعات اللافتة للنظر في الباروك الإسباني الواجهات الحيوية لجامعة بلد الوليد (دييغو توم وفراي بيدرو دي لا فيسيتيشون- 1719) والواجهة الغربية -واجهة أوبايدوريو- لكاتدرائية سانتياغو دي كومبوستيلا (فرناندو دي كاساس واي نوفوا- 1750) ومستشفى سان فرناندو في مدريد (بيدرو دي ريبيرا- 1722) الذي يبشر التطرف المنحني الخاص به بأنطونيو غاودي والفن الحديث. كما هو الحال في العديد من الحالات الأخرى، يتضمن التصميم مجموعة عناصر تكتونية وزخرفية متعلقة بالهيكل والوظيفة. محور الزخرفة المزهرة هو محيط منحوت بإتقان على المدخل الرئيسي.
إذا أزلنا المتاهة المعقدة للأقواس المتقاطعة والأفاريز المموجة والهياكل الجصية والأقواس المقلوبة والأكاليل من الجدار البسيط الموضوعة عليه، فلن يتأثر شكل المبنى على الإطلاق. ومع ذلك، فقد قدم الباروك الشوريجوريسكي بعضًا من أكثر المجموعات إثارة للإعجاب من المساحات والضوء في مباني مثل دير غرناطة (موف فرانسيسكو هورتادو إزكويردو)، التي تُعد مثالًا للأنماط الشوريجوريسكية في المساحات الداخلية، أو كاتدرائية توليدو (نارسيسو تومي)، إذ دُمج النحت والعمارة لتحقيق تأثيرات ضوئية ملحوظة.
من الجدير بالذكر القصر الملكي وتداخلات باسيو ديل برادو (غرفة برادو وألكالا دورجيت) في مدريد، غالبًا ما يُظن خطأً أنها تنتمي إلى الفترة الكلاسيكية الجديدة. تُعَد القصور الملكية في لاجرانجا سان إلديفونسو في سيغوفيا وأرانجويز في مدريد مثالًا ممتازًا على تكامل الباروك بين العمارة والبستنة، مع تأثير فرنسي ملحوظ (تُعرف لاجرانجا بفرساي إسبانيا)، لكن مع المفاهيم المكانية المحلية التي تُظهر بطريقة ما آثار الاحتلال المورسكي.
كانت التفاصيل الزخرفية المزهرة متماسكةً بشكل أكثر إحكامًا مع الهيكل في فلاندرز، أغنى مقاطعة إمبراطورية في إسبانيا في القرن السابع عشر، ومن ثم الابتعاد عن الاهتمام بالزخارف غير الضرورية. يمكن رؤية التقارب الرائع بين جماليات الباروك الإسباني والفرنسي والهولندي في دير أفيربود 1667. تُعَد كنيسة القديس ميشيل في لوفان (1650-1670) مثالًا مميزًا آخر، بواجهتها الضخمة ذات الطابقين ومجموعات من الأعمدة النصفية والتجميع المعقد للتفاصيل النحتية المستوحاة من فرنسا.
بعد ستة عقود، كان المهندس المعماري خايمي بورت ذ ميليا أول من أدخل أسلوب الروكوكو إلى إسبانيا، الواجهة الغربية لكاتدرائية مورسيا سنة 1733. كان أهم فنان لأسلوب الروكوكو الإسباني فينتورا رودريغس، وهو من صمم التصميم الداخلي المبهر لكنيسة سيدة بيلار في سرقسطة سنة 1750.

## إسبانيا وأمريكا اللاتينية
قد يفسر الطابع الكامل والمتنوع للباروك في المستعمرات الأمريكية في إسبانيا مزيج التأثيرات الزخرفية الأمريكية الأصلية والمورسكية، مع تفسير معبر للغاية للغة شوريجوريسكي. تطور الباروك الأمريكي حتى أكثر من نظيره الإسباني نمطًا من الزخارف الجصية. كان للعديد من واجهات الكاتدرائيات الأمريكية ذات البرجين في القرن السابع عشر جذور تعود إلى العصور الوسطى، ولم يظهر الباروك الكامل حتى عام 1664 عندما بُني الضريح اليسوعي في بلازا دي أرماس في كوزكو. حتى ذلك الحين، بالكاد أثّر النمط الجديد في هيكل الكنائس.
كان الباروك البيروفي مزدهرًا خصوصًا، كما يتضح في دير سان فرانسيسكو في ليما سنة 1673، الذي يحتوي واجهة معقدة داكنة تقع بين البرجين التوأمين الأصفرين. في حين اتبع الباروك الريفي للمهمات اليسوعية في قرطبة والأرجنتين نموذج إل جيسو، أظهرت الكنيسة اليسوعية القديس بول في ليما أنماط المستيزو (الهجين) الإقليمية في أريكيبا وبوتوسي ولاباز. تحول المهندسون المعماريون في المنطقة في القرن الثامن عشر إلى تلقي الإلهام من الفن الهجين لإسبانيا القرون الوسطى. ظهر الطراز الباروكي المتأخر للواجهة البيروفية لأول مرة في كنيسة سيدة الرحمة في ليما (1697-1704). تشير كنيسة لاكومبانيا في كيتو (1722-1765) إلى قطعة منحوتة من المذبح ذات واجهة منحوتة بعناية وعدد كبير من أعمدة سليمان.
في الشمال أنتجت المكسيك، أغنى مقاطعة إسبانية في القرن الثامن عشر، بعض العمارة الغنية بشكل خيالي والمثيرة بصريًا، المعروفة بالشوريجوريسك المكسيكي. تبلغ الذروة الفائقة للباروك في أعمال لورنزو رودريغيز صاحب التحفة الفنية ساغاريو ميتروبوليتانو في مكسيكو سيتي (1759-1769). يمكن العثور على أمثلة رائعة أخرى لهذا الأسلوب في مدن تعدين الفضة النائية. مثلًا، يُعد الملاذ في مدينة أوكتلان (بدأت سنة 1745) كاتدرائية باروكية من الدرجة الأولى، مُغطاة ببلاط أحمر لامع، يتناقض بشكل مبهج مع مجموعة كبيرة من الزخارف المضغوطة المستعملة بإفراط في المدخل الرئيسي، والأبراج الرفيعة المحيطة، الخارجية والداخلية.
تُعَد بويبلا العاصمة الحقيقية للباروك المكسيكي، إذ أدى الإمداد الجاهز من التماثيل الملونة يدويًا (تالافيرا) والحجر الرمادي المحلي إلى تطوره أكثر إلى شكل فني شخصي محلي للغاية مع بصمة هندية واضحة. تعرض نحو ستين كنيسة واجهاتها وقبابها بلاطًا مزججًا بالعديد من الألوان وغالبًا ما تترتب بتصاميم عربية. ديكوراتها الداخلية مشبعة بكثافة بزخارف أوراق الذهب الدقيقة. طور الحرفيون المحليون في القرن الثامن عشر علامة تجارية مميزة من الزخارف الجصية البيضاء سميت (الفينيق) تيمنًا بحلوى بويبلان المصنوعة من بياض البيض والسكر.
باروك الزلازل هو نمط من العمارة الباروكية الموجود في الفلبين، التي عانت زلازل مدمرة خلال القرنين السابع عشر والثامن عشر، إذ أعيد بناء المباني العامة الكبيرة مثل الكنائس على الطراز الباروكي. أدى تدمير الكنائس القديمة بسبب الزلازل المتكررة إلى جعل الكنائس أوطأ وأعرض، وجُعلت الجدران الجانبية أكثر سمكًا ومدعومة بشدة لتثبت عند الاهتزاز، وصُنعت الهياكل العليا من مواد خفيفة الوزن. عادةً ما تكون أبراج الأجراس أقل ارتفاعًا وأمتن مقارنةً بالأبراج الموجودة في المناطق ضعيفة النشاط الزلزالي. يكون حجم الأبراج في المستويات الدنيا أكثر سمكًا، وتضيق تدريجيًا في المستويات العليا، بصرف النظر عن عمل بعض الكنائس في الفلبين أبراجًا للمراقبة ضد القراصنة، تُفصل بعض أبراج الأجراس عن مبنى الكنيسة الرئيسي لتفادي الضرر حال سقوط البرج بسبب الزلزال.